# Aglaïa Kyrítsi
Aglaïa Kyrítsi (en grec Αγλαΐα Κυρίτση) est une femme politique grecque.

## Biographie
Aux élections législatives grecques de janvier 2015, elle est élue députée au Parlement hellénique sur la liste nationale de la SYRIZA.
Le 21 août 2015, elle quitte la SYRIZA avec vingt-quatre autres députés dissidents pour créer Unité populaire.